# 馬蘇萊

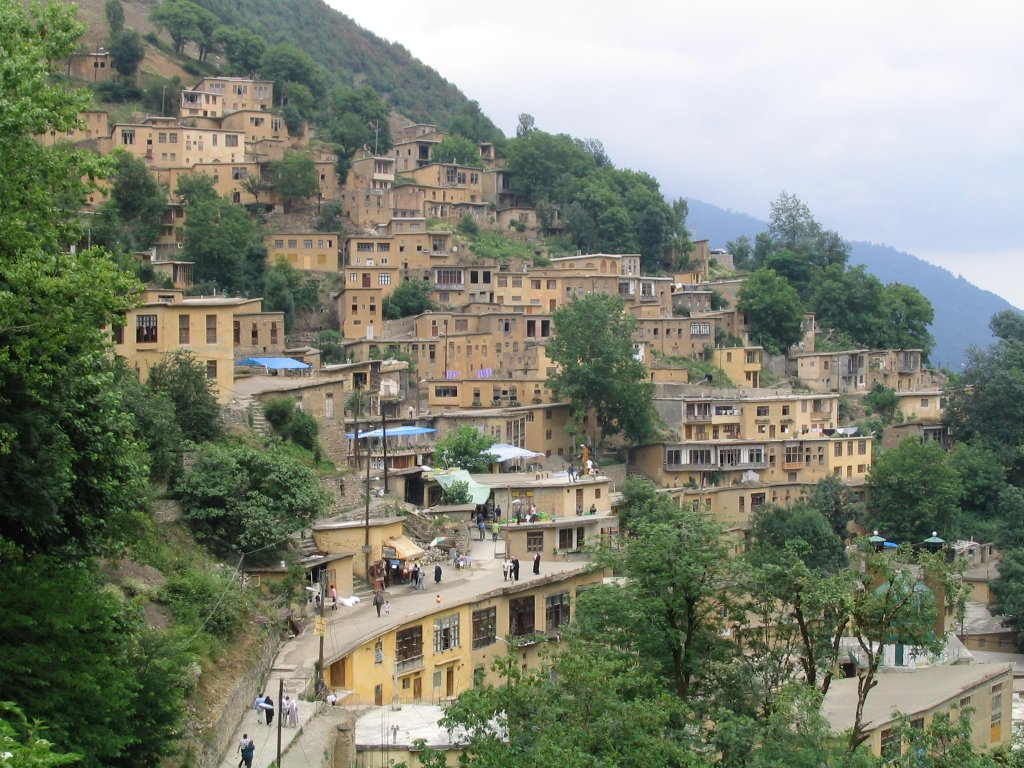

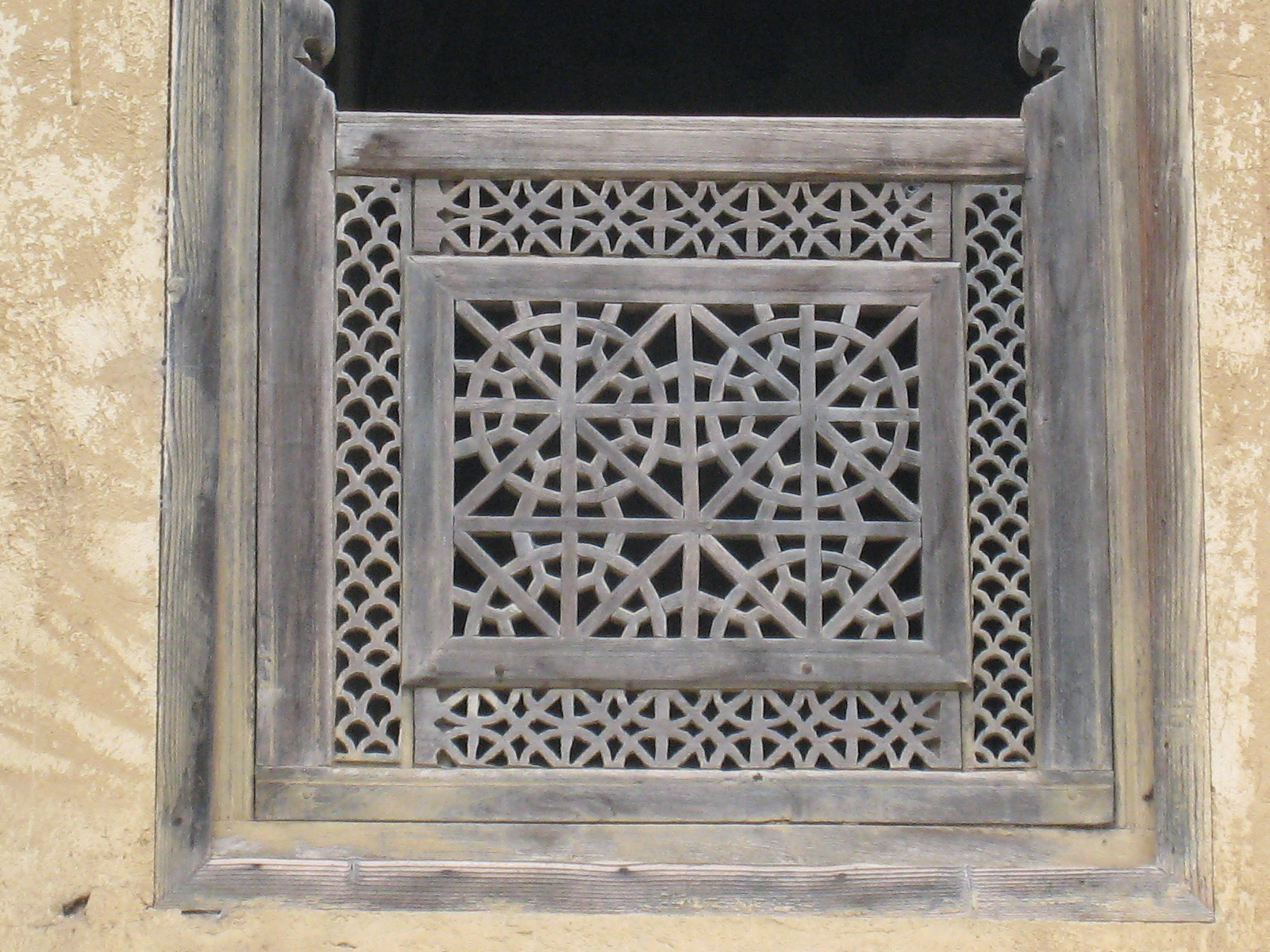

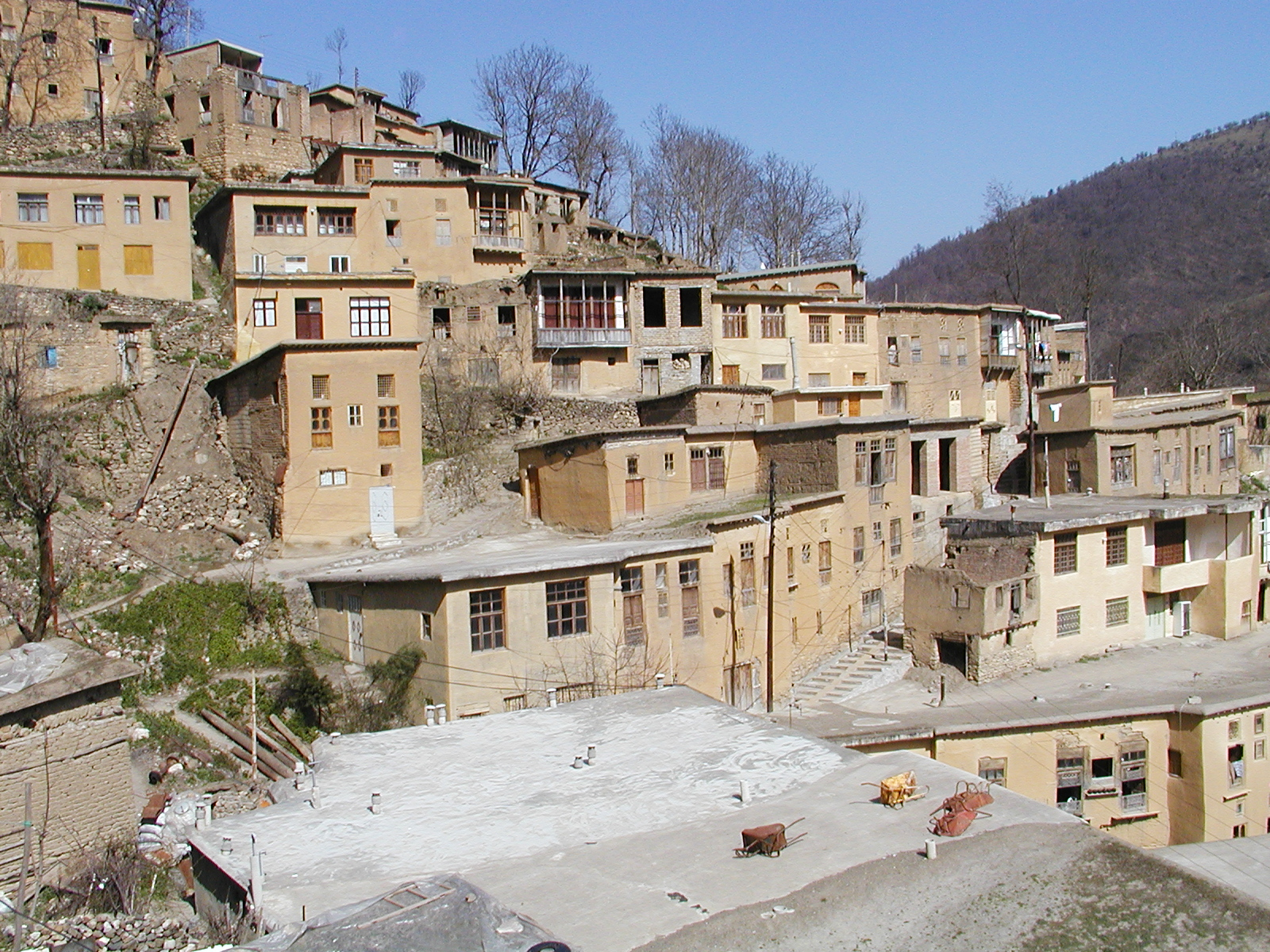

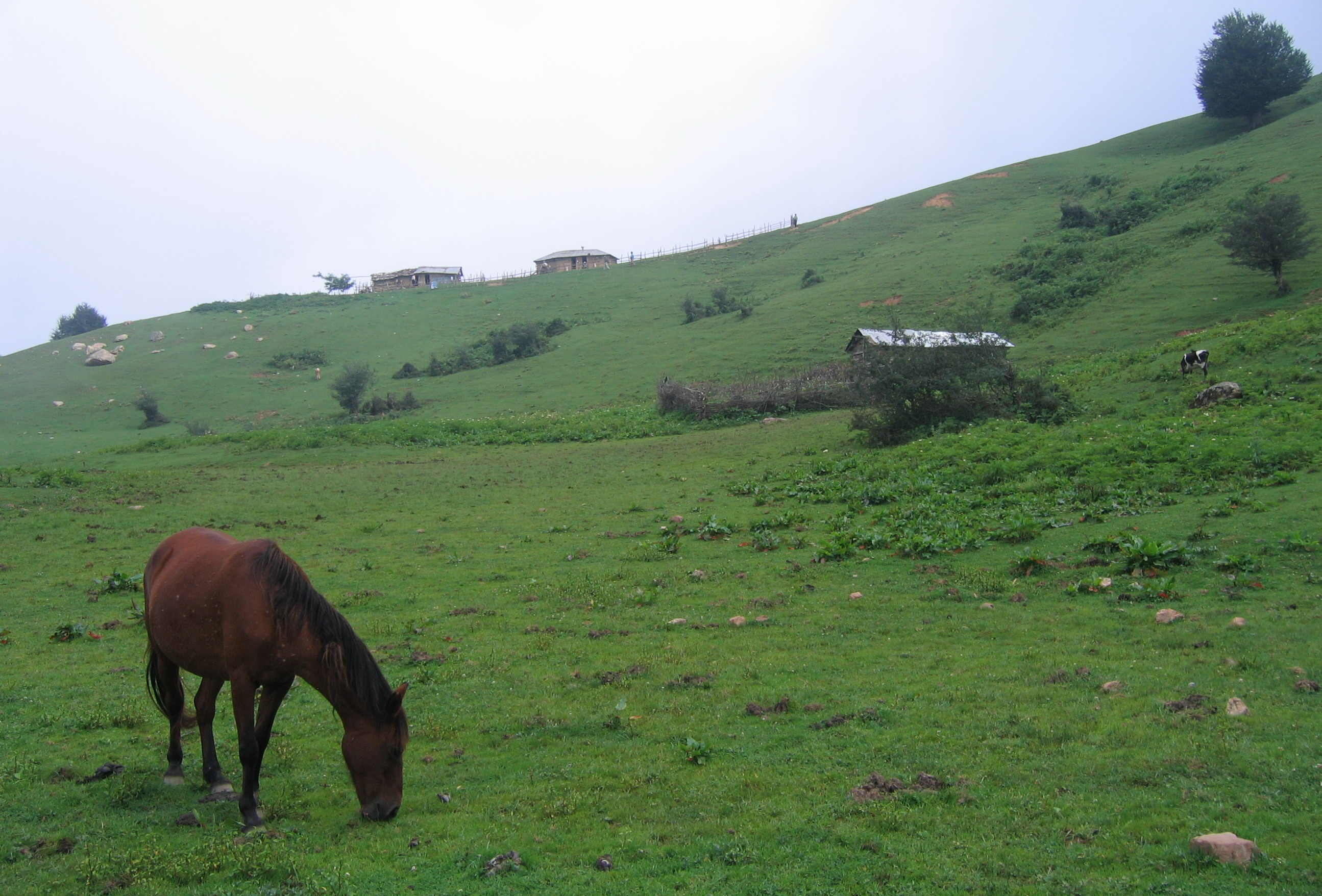

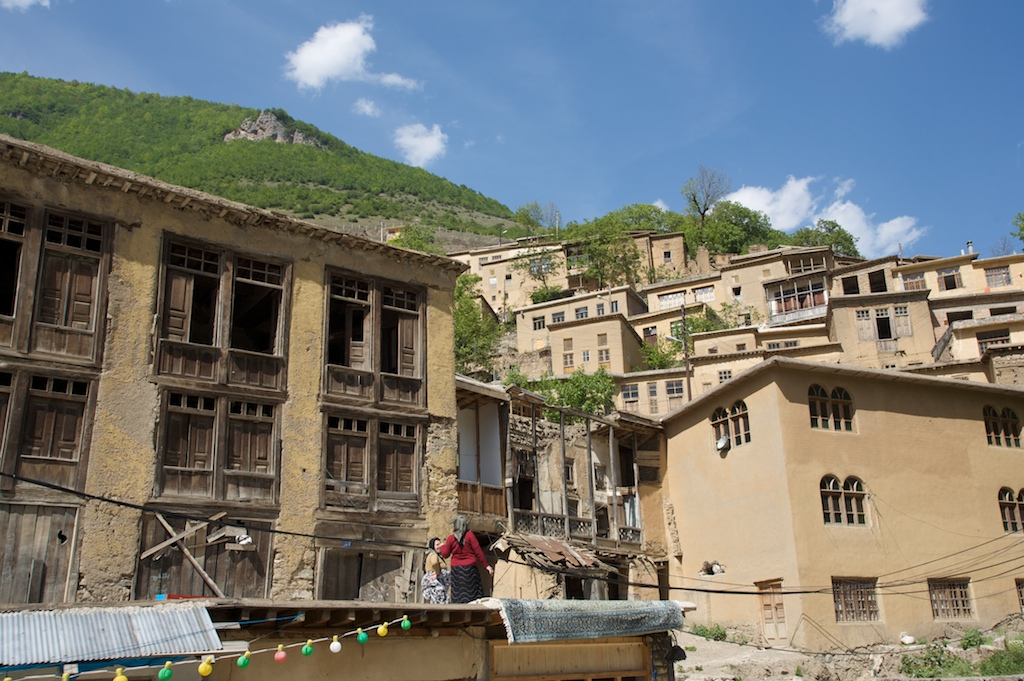

馬蘇萊是伊朗的城市，位於該國西北部厄爾布爾士山脈北坡，由吉蘭省負責管轄，距離首府拉什特約60公里，始建於公元10世紀，海拔高度1,050米，2012年人口564。

## 外部連結
- Masouleh Pictures
- HORIZIN, Masouleh, Photo Set, flikr （页面存档备份，存于）
- Iran Cultural Heritage, Handicrafts and Tourism Organization: